# Komparatistik
Als Komparatistik oder komparatistische Literaturwissenschaft werden im deutschen Sprachraum die Fächer Vergleichende Literaturwissenschaft bzw. Allgemeine und Vergleichende Literaturwissenschaft bezeichnet. Die vergleichende Literaturwissenschaft behandelt Gemeinsamkeiten und Unterschiede der Literaturen verschiedener Kulturen in grenzüberschreitender Perspektive. Sie bedient sich hierzu der Methode des Vergleichs. Die allgemeine Literaturwissenschaft umfasst alle Felder der Literaturtheorie, darunter Ästhetik, Rhetorik und Narratologie.

## Begriffsgeschichte
Die Bezeichnungen „Komparatistik“ und „Vergleichende Literaturwissenschaft“ gehen auf das Französische zurück. Die Bezeichnung „Littérature comparée“ findet sich erstmals 1804 im Titel des Werks Cours de littérature comparée von François Noel und Guislain de La Place. Als Disziplin wurde die Bezeichnung durch Abel-François Villemain in seinen Literaturvorlesungen an der Pariser Sorbonne (1827–1830) etabliert. Im Italienischen bürgerte sich die Bezeichnung „letteratura comparata“ mit der Bezeichnung von Francesco De Sanctis’ Lehrstuhl in Neapel zwischen 1872 und 1883 ein, im Spanischen der Begriff Literatura comparada.

Im Englischen wird seit H. M. Posnetts Werk Comparative literature (1886) die Bezeichnung „Comparative Literature“ gebraucht. Der amerikanische Literaturwissenschaftler Lane Cooper (1875–1959), der sein Department an der Cornell-Universität „Comparative Study of Literature“ nannte, kritisierte die Bezeichnung mit dem Einwand, sie ergebe grammatikalisch keinen Sinn:  
[Der] trügerische Begriff ,Vergleichende Literatur‘ hält keiner ernsthaften Betrachtung stand: ,vergleichend‘ ergibt mit einem Substantiv weder Sinn noch Syntax. Man könnte genauso ,vergleichende Kartoffeln‘ oder ,vergleichende Hülsen‘ sagen. 
Im Deutschen dauerte die Etablierung der Bezeichnungen für die Disziplin länger, da die Bezeichnungen „Vergleichende Literaturwissenschaft“ und „Vergleichende Literaturgeschichte“ in Konkurrenz zueinander standen. Dies belegen die 1877–1888 von Hugo von Meltzl herausgegebene Zeitschrift für vergleichende Litteratur, ab 1879 mit Haupttitel Acta Comparationis Litterarum Universarum, ab 1887 mit deutschem Untertitel Zeitschrift für vergleichende Litteraturwissenschaft erschienen, sowie die 1887–1910 von Max Koch herausgegebene Zeitschrift für vergleichende Litteraturgeschichte, die zwischen 1889 und 1891 mit dem erweiterten Titel Zeitschrift für vergleichende Litteraturgeschichte und Renaissancelitteratur erschien.
Die heute neben „Komparatistik“ übliche Fachbezeichnung „Allgemeine und Vergleichende Literaturwissenschaft“ etablierte sich mit den Arbeiten des französischen Literaturwissenschaftlers Paul van Tieghem, der seit den 1920er Jahren von einer „littérature générale ou synthétique“ sprach. Die spezifisch deutsche Fachbezeichnung Komparatistik ist vom französischen „comparatiste“ abgeleitet, mit dem seit Beginn des 20. Jahrhunderts Vertreter des Fachs „Littérature comparée“ bezeichnet wurden.

## Geschichte des Fachs im deutschsprachigen Raum
Im deutschsprachigen Raum konnte sich die Komparatistik als akademische Disziplin im 19. Jahrhundert nicht etablieren, da die sich formierende Disziplin der Germanistik sich vorrangig mit der eigenen Nationalliteratur auseinandersetzte. Die erste Professur mit vergleichender Ausrichtung an einer deutschsprachigen Universität wurde 1902 in Zürich eingerichtet und mit dem in New York geborenen Louis-Paul Betz besetzt, der 1895 die Lehrbefugnis für Vergleichende Literaturgeschichte erhalten hatte. Nach mehreren Vakanzen wurde dort 1964 der belgische Literaturtheoretiker Paul de Man berufen und 1968 zum Ordinarius ernannt. 1969 nahm das Seminar für Vergleichende Literaturwissenschaft seine Arbeit auf.
In Deutschland wurden erst in der Nachkriegszeit Lehrstühle, Seminare und Institute für Komparatistik eingerichtet. Vor dem Krieg waren nur Lehrbefugnisse unter anderem an André Jolles (1923), Eduard von Jan (1927) und Kurt Wais (1934) erteilt worden. Die ersten Lehrstühle wurden in der französischen Besatzungszone eingerichtet, der erste davon in Mainz (1946), der zweite an der Universität des Saarlandes (1948). Dort wurde 1951 der erste Studiengang mit der Bezeichnung „Vergleichende Literaturwissenschaft/Littérature comparée“ eingerichtet und ein Institut für Komparatistik gegründet. Seit 1987 heißt es auch Institut für Allgemeine und Vergleichende Literaturwissenschaft. An mehreren Orten wurden komparatistische Institute aufgrund von Sparmaßnahmen den germanistischen Instituten angegliedert. An der Freien Universität Berlin wurde 1965 das Institut für Allgemeine und Vergleichende Literaturwissenschaft gegründet, das seit 2005 den Namen seines Gründers Peter Szondi trägt. Anstöße zur Entwicklung der Disziplin kamen in den 1960er Jahren aus den USA, wo die Anwesenheit europäischer Emigranten wie Erich Auerbach, Leo Spitzer, René Wellek, Renato Poggioli und Claudio Guillén zur Entwicklung vergleichender Literaturstudien beigetragen hatte.
Auch in Österreich und der Schweiz wurden nach 1945 weitere Institute und Studiengänge gegründet, etwa das 1970 eingerichtete Institut für Vergleichende Literaturwissenschaft der Universität Innsbruck und das 1980 gegründete Institut für Vergleichende Literaturwissenschaft an der Universität Wien, das seit 2004 eine Abteilung des neu gegründeten Instituts für Europäische und Vergleichende Sprach- und Literaturwissenschaft ist; außerdem das Institut für Allgemeine und Vergleichende Literaturwissenschaft/Institut de Littérature générale et comparée der zweisprachigen Universität Freiburg/Fribourg. In der DDR gab es keinen Lehrstuhl für Komparatistik, dennoch lehrte dort eine Reihe bedeutender Komparatisten wie Hans Mayer, Werner Krauss und Victor Klemperer.

## Einzelne Forschungsgebiete

### Vergleichende Literaturgeschichte
Die Grenzüberschreitung der Komparatistik ist nicht politisch zu verstehen, denn nationale Grenzen sind in den seltensten Fällen auch kulturelle. Vielmehr ist die Komparatistik interkulturell ausgerichtet, d. h., sie betrachtet literarische Phänomene (Stoffe, Themen, Gattungen usw.) im inter- oder transnationalen Vergleich: Sie vergleicht einzelne Dichtungen, Dichter oder Strömungen sowie Kanonisierungsprozesse und Rezeptionszusammenhänge in verschiedenen Kulturen oder die Nationalliteraturen in ihrem gesamten Verlauf; sie erforscht die Einflüsse bestimmter Schriftsteller oder literarischer Strömungen auf andere Literaturen und untersucht die Geschichte einzelner Gattungen, Stoff- oder Motivkreise (Weltliteratur). Außerdem beschäftigt sich die Komparatistik mit dem Vergleich der einzelnen Künste und untersucht auf diese Weise intermediale Prozesse und Transformationen der Sprache.
Sie interessiert sich also beispielsweise nicht für den deutschen Roman der Moderne, sondern welche Gemeinsamkeiten und Unterschiede dieser in Bezug zu französischen oder englischen Romanen der Moderne aufweist. Tertium Comparationis (das gemeinsame Dritte) wäre damit die Moderne als übernationales Phänomen.
In der Komparatistik werden gewöhnlich zwei Typen des Vergleichs voneinander unterschieden:
- Der genetische Vergleich basiert auf direkten oder indirekten Kontakten und Einflüssen. Es besteht ein genetischer Bezug zwischen zwei oder mehreren Vergleichsgliedern, d. h. man stellt die Frage nach den kausalen Beziehungen zwischen zwei Autoren (wie hat Goethe André Gide beeinflusst? wie verarbeitet Joyce im Ulysses Homers Odyssee?). Hierbei handelt es sich um direkte Kontakte. Von einem indirekten Kontakt lässt sich sprechen, wenn zum Beispiel ein Autor durch die Lektüre eines anderen Autors mit einem dritten Autor bekanntgemacht oder von ihm beeinflusst wird. Es findet in diesem Fall also eine Vermittlung durch eine zwischengeschobene Instanz statt. Dabei muss man unterscheiden zwischen bewussten und unbewussten indirekten Kontakten (ein Autor nimmt eindeutig zu Schopenhauer Stellung, obwohl er dessen Schriften nur durch einen anderen Autor, nicht durch eigene Lektüre kennengelernt hat).

Es ist auch möglich, von Kontakt oder Einfluss zu sprechen, wenn ein Autor nicht direkt oder indirekt von einem einzelnen Autor beeinflusst wird, sondern von einer ganzen literarischen Strömung. So ist zum Beispiel Joyce sowohl direkt beeinflusst durch Homer, Dante, Shakespeare usw. als auch Kind seiner Zeit, der Gedanken und Ideen der literarischen Moderne, also einer bestimmten historischen Epoche. Solche indirekten Bezüge lassen sich auch mit der texttheoretischen Kategorie der Intertextualität beschreiben, die – im Gegensatz zu produktions- und rezeptionsästhetischen Ansätzen – ausschließlich das Werk selbst berücksichtigt und den intertextuellen Bezug als Eigenschaft des Textes versteht.
- Mit einem anderen Vergleichstyp hat man es zu tun, wenn man innerhalb der literarischen Moderne Autoren miteinander vergleicht. Es geht nicht mehr darum, festzustellen, wie beispielsweise Céline von einem spezifischen soziokulturellen Umfeld beeinflusst wurde, sondern wie verschiedene Autoren mit diesem Umfeld (auf internationaler Ebene, mit soziolinguistischen Unterschieden) in ihren literarischen Texten umgehen. Man vergleicht also Autoren, die ein gemeinsames Umfeld haben, ohne dass sie direkten oder indirekten Einfluss aufeinander hatten. In diesem Fall spricht man von einem kontrastiven bzw. typologischen Vergleich. Er basiert nicht auf Kontakten, sondern auf Analogien. Bei diesem Vergleichstyp kommt es viel stärker darauf an, ähnliche literarische Erscheinungen miteinander in Beziehung zu setzen. Es ist zum Beispiel angebrachter, innerhalb einzelner Gattungen zu vergleichen (der Roman der Moderne) oder bei gattungsübergreifenden Vergleichen ähnliche literarische Inhalte zu wählen (Stadtproblematik in der Moderne).

### Disziplinübergreifende Forschung
Seit Oskar Walzels Schrift Wechselseitige Erhellung der Künste (1917) überschreitet die Komparatistik disziplinäre Grenzen, vergleicht Literatur mit anderen künstlerischen Formen (Malerei, Musik, Film usw.; Künstevergleich), ordnet Literatur mediengeschichtlich und soziologisch ein, tritt geistes- und ideengeschichtlich auf ihre spezifische Art in „Konkurrenz“ zu philosophischen Fragestellungen. Ziel ist es dabei, zu allgemeingültigen und theoriefähigen Aussagen zu gelangen. Gerade die Theoriebildung in literatur- und kulturwissenschaftlicher Perspektive ist eine spezifische Domäne der Komparatistik.

### Allgemeine Literaturgeschichte
Die komparatistische Forschung ist in der Literaturgeschichte stark von den Erkenntnissen der Einzelphilologien abhängig. In Abgrenzung zu diesen konzentriert sie sich auf systematische Fragestellungen im internationalen Kontext. Vor allem Periodisierungs- und Epochenfragen spielen dabei die zentrale Rolle. Im Laufe der literaturhistorischen Forschungen hat es unzählige Versuche gegeben, das heterogene Gefüge literarischer Beziehungen zeitlich zu gliedern. Zu diesem Thema siehe Epoche (Literatur).
Wenn in der Literaturgeschichte eine Norm oder Konvention von einer anderen abgelöst wird, spricht man von Paradigmenwechsel. Gerade auf internationaler Ebene laufen Entwicklungen in einem größeren Kontext für gewöhnlich nicht gleichzeitig ab. Dementsprechend muss man sich darüber im Klaren sein, dass beispielsweise ein Begriff wie Romantik zwar ein gesamteuropäisches Phänomen bezeichnet, in Deutschland, England und Frankreich jedoch ungleichzeitig einsetzt bzw. unterschiedlich kategorisiert wird, zumal die Literaturen der einzelnen Länder sich gegenseitig beeinflussten und dadurch auch eine jeweils spezifische Ausprägung von Romantik entstand (so wird Goethe in Frankreich teilweise zu den Romantikern gezählt). Die allen Ländern gemeinsamen Grundzüge der Romantik sind Betrachtungsgegenstand der Komparatistik, die soziolinguistischen Eigenarten Aufgabengebiet der Einzelphilologien. Im Zusammenhang mit historischer Ungleichzeitigkeit einer literarischen Epoche spricht man von Phasenverschiebung.

### Thematologie
(Stoff- und Motivgeschichte, Mythosforschung)
Die Thematologie beschäftigt sich mit dem inhaltlichen Material der Dichtung und seinen spezifischen literarischen Umsetzungen. Dabei werden nicht nur historische Ausprägungen bestimmter Stoffe und Motive, sondern auch die Themen und Inhalte der Literatur, der Mythen, Symbole u. ä. untersucht. Als Stoff bezeichnet man (neben dem vom Autor erfundenen) das Material, das sich im Laufe der Literaturgeschichte fest etabliert und immer wieder aufgegriffen wird (beispielsweise Don Juan, Oedipus, Faust usw.). Der Stoff ist an feste Elemente gebunden, die ihn unverwechselbar machen und auf die er nicht verzichten kann, um als bestimmter Stoff erkannt zu werden. Diese festen Elemente sind die Motive, die in der Regel abstrakter sind als das, was sie konstituieren. So ist der Don-Juan-Stoff an die Motive Verführung und Bestrafung gebunden, die jedoch selbst nicht an diesen speziellen Stoff gebunden sind. Vielmehr können sie mit anderen Motiven (Liebe, Hass, Eifersucht, Freundschaft, Einsamkeit usw.) kombiniert werden, um neue Stoffe zu bilden. Motive sind zumeist allgemeine Eigenschaften oder Grundkonstanten des Lebens. Damit ein bestimmter Stoff als solcher erkannt wird, muss er unverwechselbare Kernmotive aufweisen, die historisch unverändert (invariabel bzw. invariant) bleiben, weswegen die individuellen Gestaltungsmöglichkeiten eines Dichters hauptsächlich in der ästhetischen, der formalen Umsetzung einer stofflichen Vorgabe bestehen. Je nach den weltanschaulichen und ästhetischen Vorstellungen einer Epoche erfahren Stoffe ständig Aktualisierungen, d. h. ein Stoff regeneriert sich im Laufe der Zeit, weil sich die Rahmenbedingungen für die literarische Produktion verändern. Diese Rahmenbedingungen (sozial, psychologisch, ästhetisch, historisch usw.) können auch der Grund sein für die Dominanz bestimmter Stoffe oder Motive innerhalb einer Epoche (beispielsweise das Vanitas-Motiv im Barock) bzw. für den Sinnverlust eines Stoffes.
Im 20. Jahrhundert ist zum Beispiel der Don-Juan-Stoff mit seinen Kernmotiven nicht mehr aktualisierbar, da eine liberale Gesellschaft, in der es kein religiöses Machtmonopol mehr gibt, Verführung nicht sanktioniert. Allein der reflektierte Umgang, zum Beispiel durch eine Parodie (siehe Max Frischs Don Juan oder Die Liebe zur Geometrie), vermag den tradierten Stoff zu aktualisieren; allerdings verliert er dadurch seinen eigentlichen Sinngehalt, hat sich historisch überlebt. Stoffe sind also nicht immer aktualisierbar, d. h. sie bleiben historisch gebunden. Auffallend ist auch die Gattungsaffinität bestimmter Stoffe, weshalb ein Gattungswechsel besondere Aufmerksamkeit verlangt. So wird aus der Dramengestalt des Don Juan bei E. T. A. Hoffmann eine Figur in einer Erzählung – auch deshalb, weil das Drama in der deutschen Romantik eher eine untergeordnete Rolle spielt. Eng mit der Stoffgeschichte ist die Mythosforschung verbunden, zumal die im Mythos angelegten menschlichen Grundsituationen als Ur-Material aller Dichtung zu gelten haben, d. h. in vorliterarischer Zeit gründen. Im Gegensatz zum Stoff ist das Thema eines literarischen Werkes eher abstrakter Natur, beispielsweise eine zentrale Idee. Joseph Conrad schildert in Herz der Finsternis nicht nur eine Reise in den afrikanischen Urwald, sondern auch eine Reise in die eigene Persönlichkeit, eine Hinterfragung des „zivilisierten“ Menschen.

### Rezeption
Viele der in den einzelnen Arbeitsbereichen der Komparatistik angesprochenen Aspekte sind auf einer anderen Ebene Teil der Rezeptionsproblematik. Ein Autor eines Don-Juan-Stücks im 20. Jahrhundert bezieht sich auf bereits vorliegende Bearbeitungen des Stoffes, wie etwa von Molière oder Mozart.
Das Wort Einfluss wird hauptsächlich in Zusammenhang mit der Produktionsästhetik (die Betrachtung der Bedingungen und Elemente jeder künstlerischen Tätigkeit) benutzt und meint die Wirkung bestimmter Ereignisse auf einen Autor, der diesen Einfluss produktiv im eigenen Werk verarbeitet. So kann die Lektüre eines bestimmten Buches ihn beeinflussen, oder das Gesamtwerk eines anderen Autors, oder bedeutende ideengeschichtliche und historische Ereignisse. In der zeitgenössischen Forschung werden solche einfachen Kausalitätsmodelle zugunsten mehrstufiger Ansätze verdrängt:
1. Rezeptionsgeschichte
Sie untersucht historisch die Aufnahme bestimmter literarischer Texte (z. B. Faust im 19. und 20. Jahrhundert; oder die Shakespeare-Rezeption im 18. Jahrhundert in Deutschland), also die Wirkung von Literatur auf die Leserschaft oder andere Autoren (Wirkungsästhetik).
2. Rezeptionsforschung
Sie betreibt empirische Leserforschung und ist deshalb auf aktuelle Daten angewiesen.
3. Rezeptionsästhetik
Allgemein formuliert, beschäftigt sie sich mit der Wechselwirkung Lektüre/Verarbeitung der Lektüre bzw. mit der Kommunikationssituation Autor – Text – Leser. In der Literaturwissenschaft kam es Ende der 1960er Jahre zu einem Paradigmenwechsel, als die werkimmanente Textanalyse und die traditionelle Einflussforschung durch die Rezeptionsästhetik in den Hintergrund gedrängt wurden. Der Leser und auch der Autor als Leser wurden als unverzichtbarer Bestandteil literarischer Prozesse entdeckt und die Mechanismen genauer untersucht, die sich bei der Lektüre abspielen und die auf die Lektüre folgen.
Die Rezeptionsästhetik ist in den letzten Jahren wieder etwas in den Hintergrund getreten und von der Intertextualitätsdebatte abgelöst worden, d. h. zum einen von der konkreten Umsetzung von Rezeption in Produktion, zum anderen von der Frage nach den unbewussten Elementen (beispielsweise die Übernahme kultureller Werte und Moralvorstellungen) bei der produktiven Rezeption, von der Frage nach Text als komplexem Phänomen, als offenem System an sich.

Zu diesem Thema siehe Rezeptionstheorie und Intertextualität.

### Gattungsfragen
Bereits das Wort Gattung ist in der Literaturwissenschaft nicht unproblematisch, meint es doch die vier großen Genres Epik (heute eher: Erzählliteratur), Dramatik, Lyrik (nicht jedes Gedicht ist lyrisch) und Gebrauchstexte (Sachliteratur, didaktische Texte, Gebrauchsanleitungen usw.) und die Untergattungen zu diesen Genres (Roman, Erzählung, Novelle, Tragödie, Komödie, Sonett, Ballade usw.). Die beiden wichtigsten Forschungsrichtungen sind die Gattungsgeschichte und die Gattungstheorie. Die Gattungsgeschichte verfolgt diachron und synchron die Entwicklung einzelner Gattungen (beispielsweise die Geschichte des Romans). Dabei setzt sie unterschiedliche Schwerpunkte, z. B. die Unterteilung des Romans nach thematischen Aspekten (historischer Roman, Bildungsroman, Kriminalroman, Bewusstseinsroman, Stadtroman, Science-Fiction usw.). Eine klare Abgrenzung zu den formalen Kriterien einer Gattung ist dabei nicht immer möglich, weswegen inhaltliche Aspekte durchaus mit der Formgeschichte verbunden werden können. Im Gegensatz dazu ist die Gattungstheorie eher an ahistorischen Phänomenen interessiert. Sie versucht die in allen Epochen gültigen Konstanten einer Gattung aufzuzeigen, ist an sogenannten Universalien oder Invarianten interessiert. Eine weitere Möglichkeit, die Gattungsproblematik zu betrachten, liegt in der Analyse der Gattungsrezeption: der Frage, ob bestimmte Gattungen in einer bestimmten Epoche stärker zur Kenntnis genommen werden als andere, ob bestimmte Gattungen eine Epoche dominieren oder prägend für sie sind. Auch die Haltung des Autors zu Gattungsvorbildern und -konventionen im Hinblick auf sein eigenes Schaffen ist Gegenstand dieses komparatistischen Arbeitsbereiches.
Zu diesem Thema siehe Gattung (Poesie/Literatur).